# Mathieu Giroux
Mathieu Giroux, född den 3 februari 1986 i Montréal, Kanada, är en kanadensisk skridskoåkare.
Han tog OS-guld i herrarnas lagtempo i samband med de olympiska skridskotävlingarna 2010 i Vancouver.